# Basilique Sainte-Claire de Naples
Pour les articles homonymes, voir Santa Chiara.
La basilique Sainte-Claire est une basilique de Naples, consacrée à sainte Claire. Elle a en annexe un monastère double. Les deux édifices ont été construits entre 1310 et 1340 à l'emplacement de thermes romains. Commencée en 1310 et achevée en 1328, la basilique est le plus grand monument gothique de la ville. C'est ici que se trouve la tombe gothique du roi Robert et que le corps de son épouse Sancia a été déposé. Ils y ont été rejoints au début du XIXe siècle par les rois de Naples et de Sicile qui en ont fait leur lieu de sépulture pour eux et la famille royale.

## Historique
Cet ensemble est dû à l'initiative de Robert d'Anjou, roi de Naples, et de la reine Sancia afin de permettre à Philippe de Majorque, frère de la reine et franciscain de tendance fraticelles, d'y accueillir ses « frères de la pauvre vie ». Il reçut d'abord en 1317 l'aval de Jean XXII. Mais les rapports entre l'infant et le pape furent rompus quand le premier, le 6 décembre 1329, dans un violent prêche contre la papauté d'Avignon défendit les béguins et les « frères de la pauvre vie ».
Ensuite, Philippe de Majorque demanda à sa sœur et à son beau-frère d'intervenir auprès de Benoît XII pour obtenir les privilèges nécessaires à la transformation de Santa-Chiara en un lieu où seraient accueillis frères et clarisses désirant pratiquer dans toute sa rigueur la règle de saint François. Par des lettres bullées, datées des 24 juin 1336 et 20 février 1337, le pape mit fin à ses espoirs. Et pour bien se faire comprendre, sa bulle « Redemptor noster » du 28 novembre 1336 condamna les fraticelles et prescrivit aux franciscains l’uniformité des vêtements et l’assiduité aux offices divins. Il autorisa seulement son ouverture au culte le 7 août 1340 et le monastère de Santa-Chiara put être consacré.
Cet ensemble, construit initialement en style gothique provençal, par Gaghardo Primario et Lionardo di Vito, avait été couvert de fresques par Giotto qui avait pris comme thème l'Apocalypse et des scènes vétéro- et néotestamentaires. Il a été entièrement rénové en style baroque par Domenico Antonio Vaccaro, en 1742 et Sebastiano Conca réalisa pour l'église des tableaux après son retour à Naples en 1751.
Au cours de la Seconde Guerre mondiale, le bombardement des Alliés du 4 août 1943 provoqua un incendie. L'ensemble a été restauré à partir d'octobre 1944 et les travaux furent terminés en 1953.

## Basilique
La basilique se présente actuellement dans ses formes gothiques primitives typiques du Trecento. Elle comporte une façade au large pinacle dans laquelle est enchâssée une rosace ajourée, avec un porche s'ouvrant par trois portes. Sa nef unique et son chœur - 130 mètres de long et d'une hauteur de 40 mètres - sont sommés d'arcs en ogive. De part et d'autre de la nef s'ouvrent dix chapelles, construites entre le XIVe et le XVIIe siècle, où sont inhumés des nobles napolitains.

## Galerie

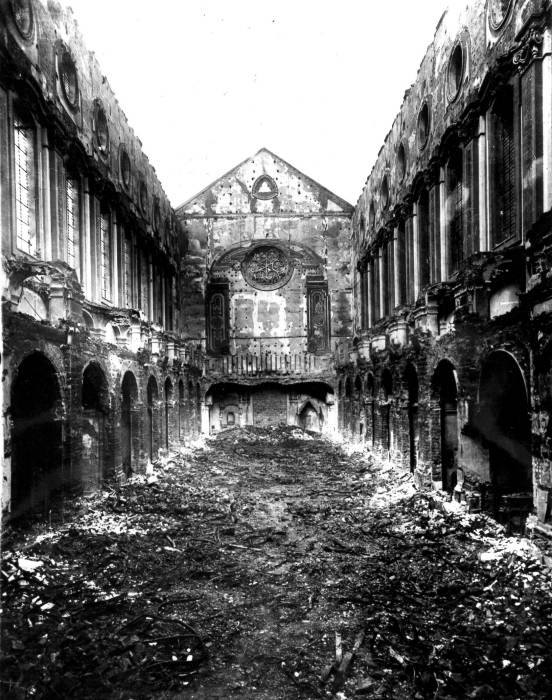
Santa Chiara après les bombardements de 1943.
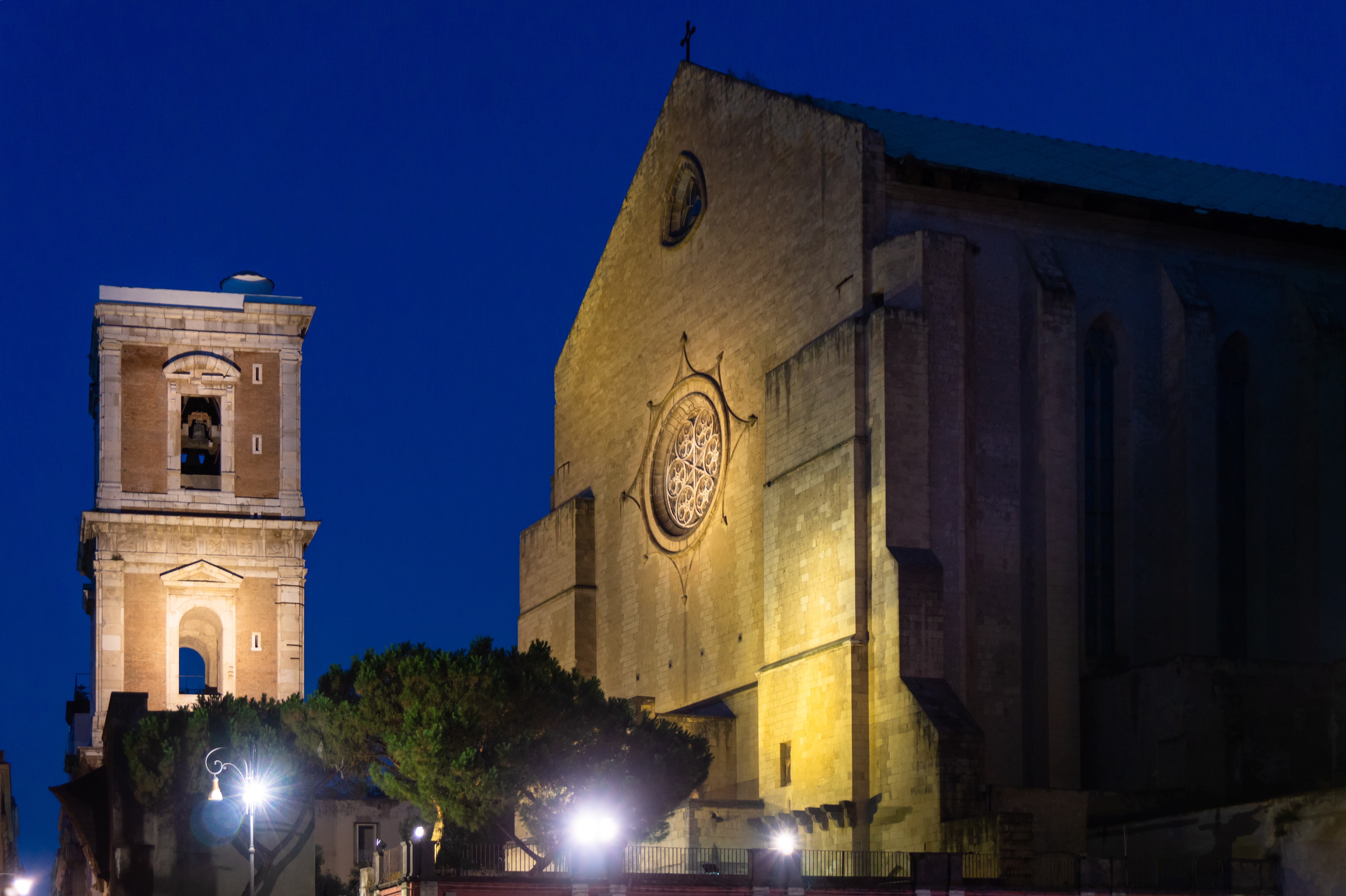
Campanile et église vues de nuit.
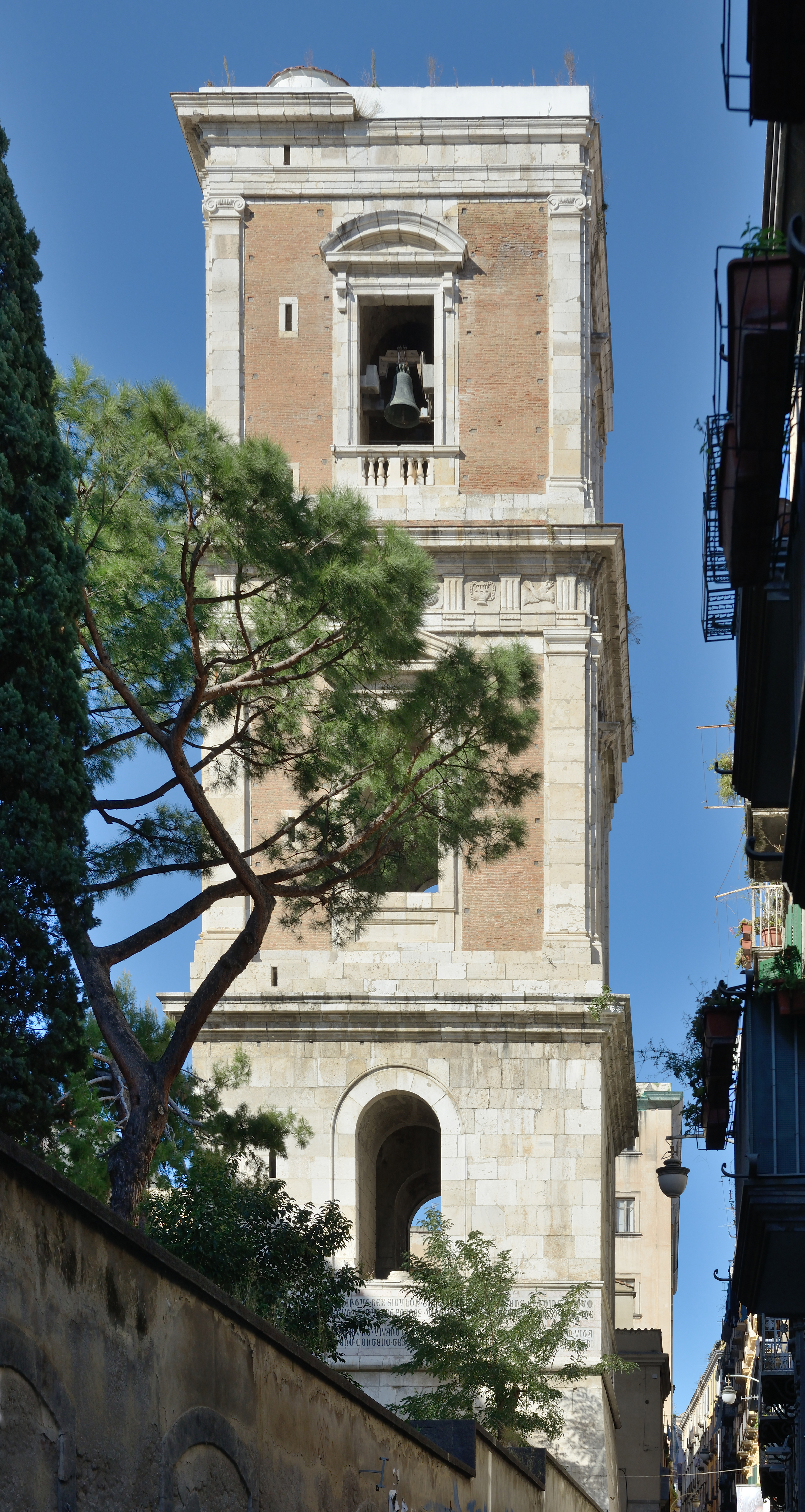
Campanile.
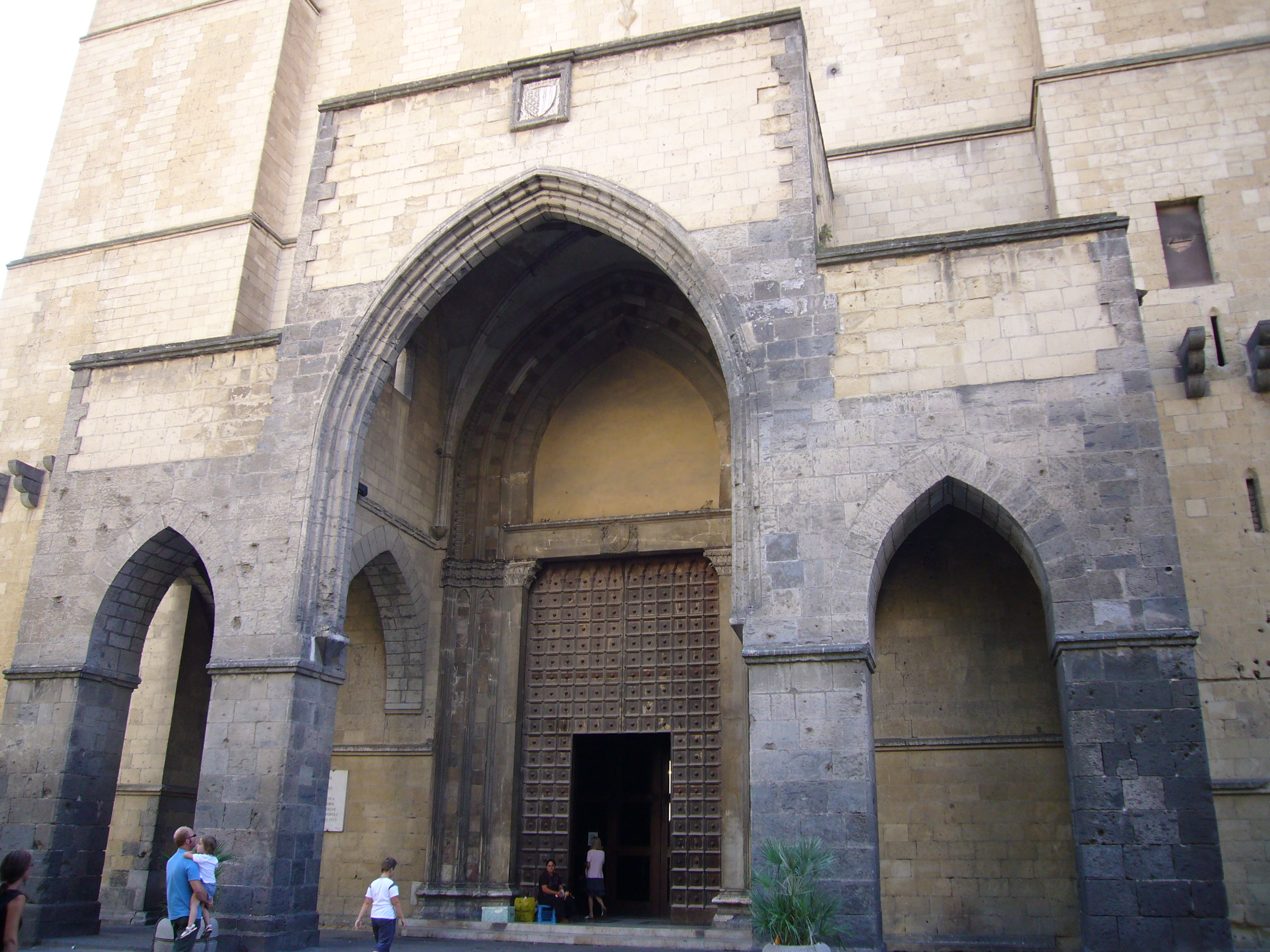
Portail gothique de l'église.
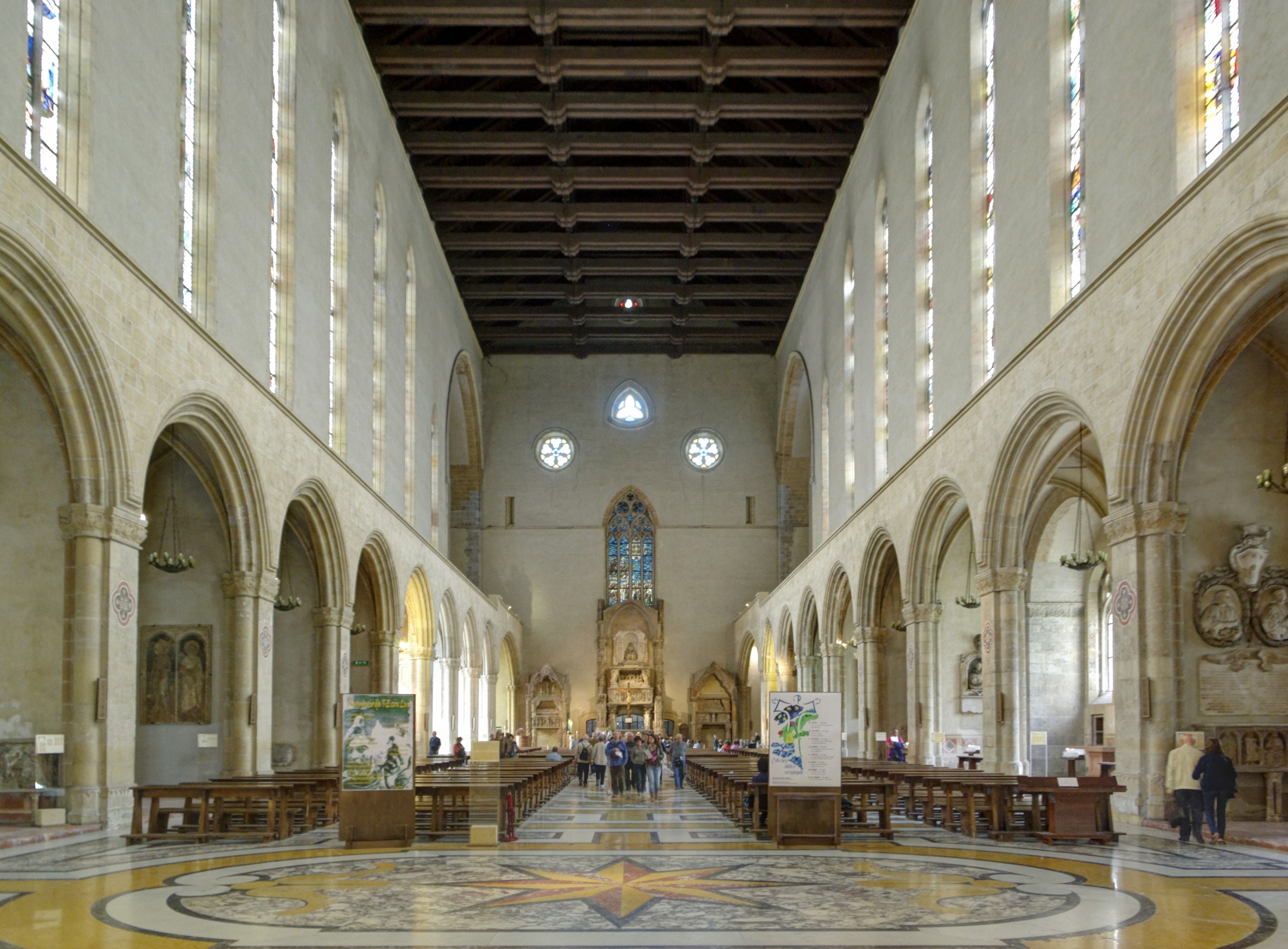
Intérieur de l'église.

## Cloîtres
Ils sont au nombre de trois, celui des Clarisses, celui de frères mineurs et celui de service. Entre 1742 et 1769, à la demande de la supérieure des clarisses, Ippolita Carmignano, l'actuel cloître majolique, alors cloître de service, fut totalement rénové. S'il conserva sa structure primitive du XIVe siècle, avec ses piliers et ses arcs gothiques, le jardin fut remodelé. Dominico Antonio Vaccaro le divisa en quartiers grâce à deux allées se croisant en angle droit. Les piliers octogonaux les bordant furent recouverts de majoliques décorés de scènes champêtres et polychromes dues aux céramistes Donato et Giuseppe Massa. Dans l'intervalle ont été placés des bancs recouverts de carreaux de même style. Sur chaque côté des murs du cloître, des fresques datées du XVIIe siècle représentent des saints, des allégories et des scènes vétérotestamentaires.
Le grand cloître des clarisses, long de 82,30 mètres et large 78,30 mètres, fut lui aussi fortement réaménagé. Il disposait d'un cimetière aujourd'hui disparu. Le seul cloître resté intact est celui des frères mineurs qui, moins nombreux, n'avaient pas à leur disposition les ressources des clarisses. L'ensemble resta donc identique à ce qu'avaient voulu ses bâtisseurs au milieu du XIVe siècle.

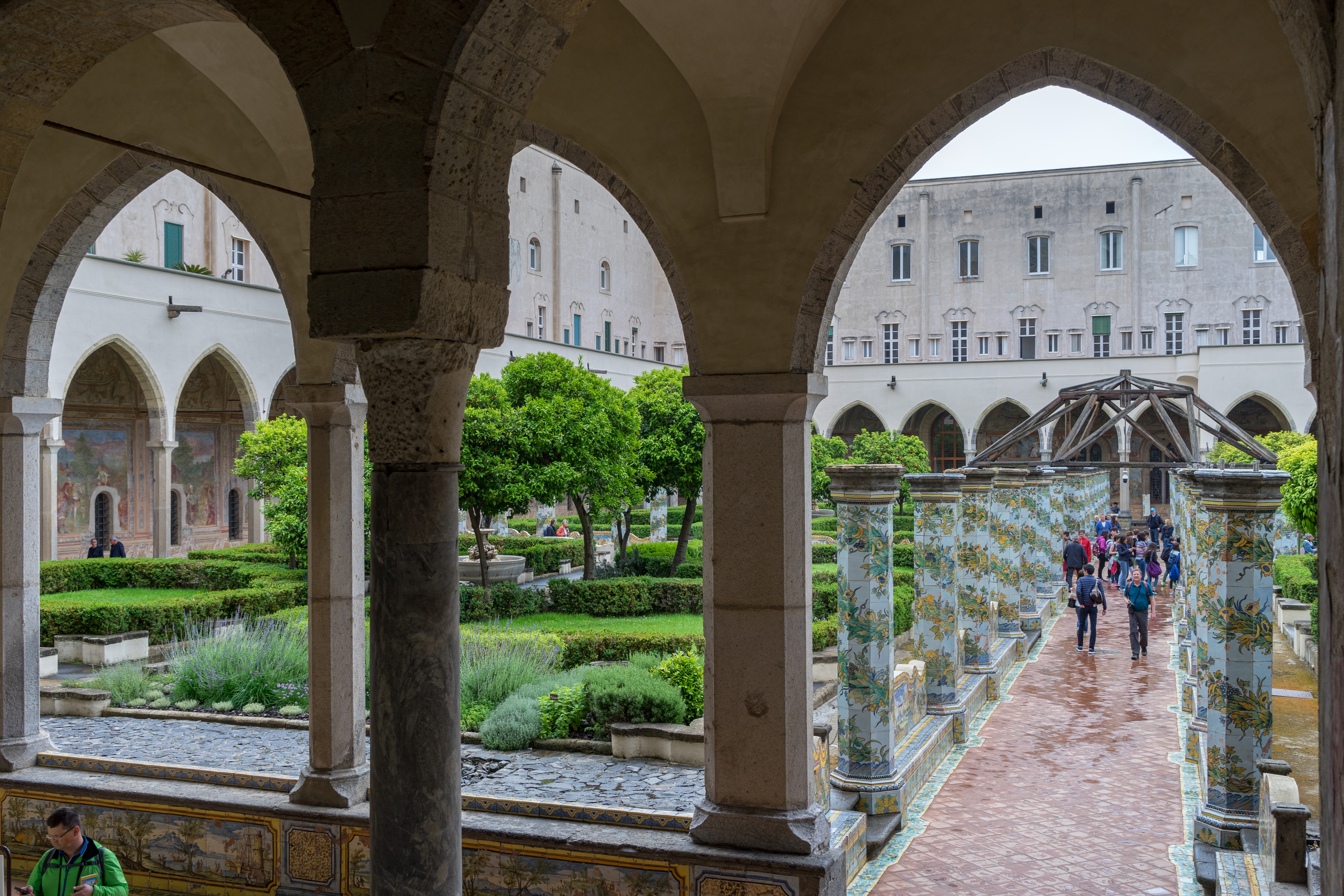
Vue générale du cloitre des clarisses.
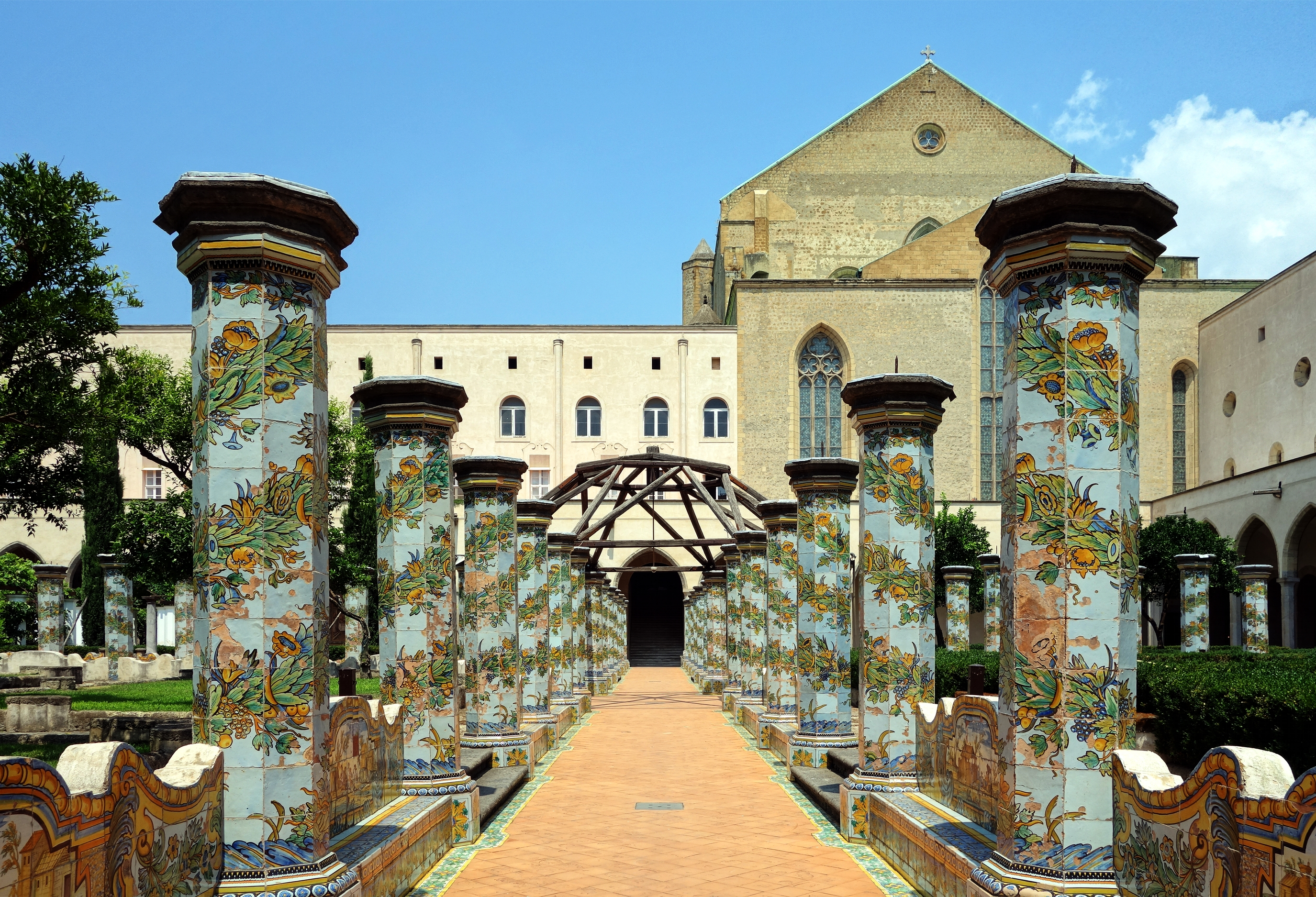
Colonnes en majolique.
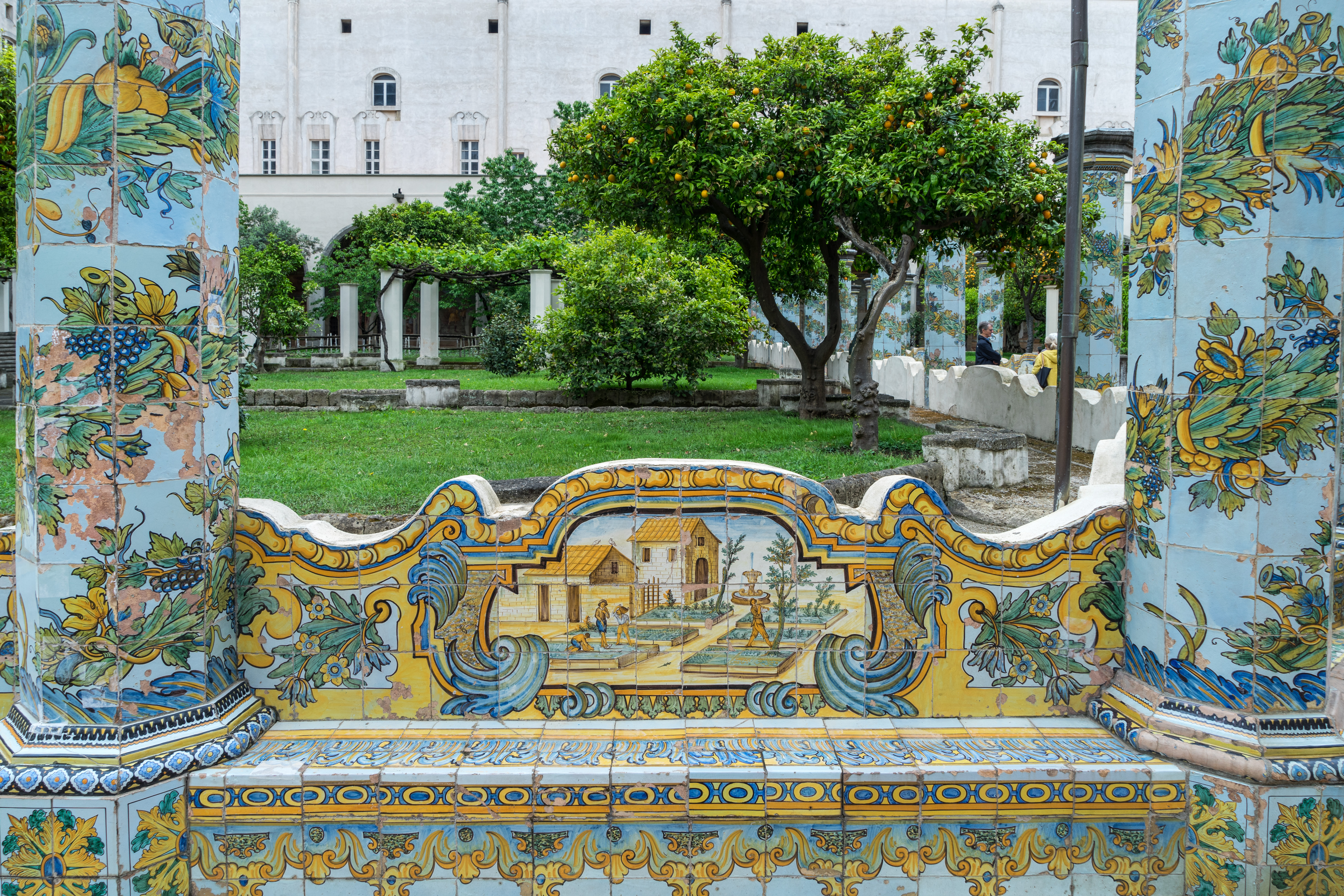
Banc du cloître décoré avec des majoliques.
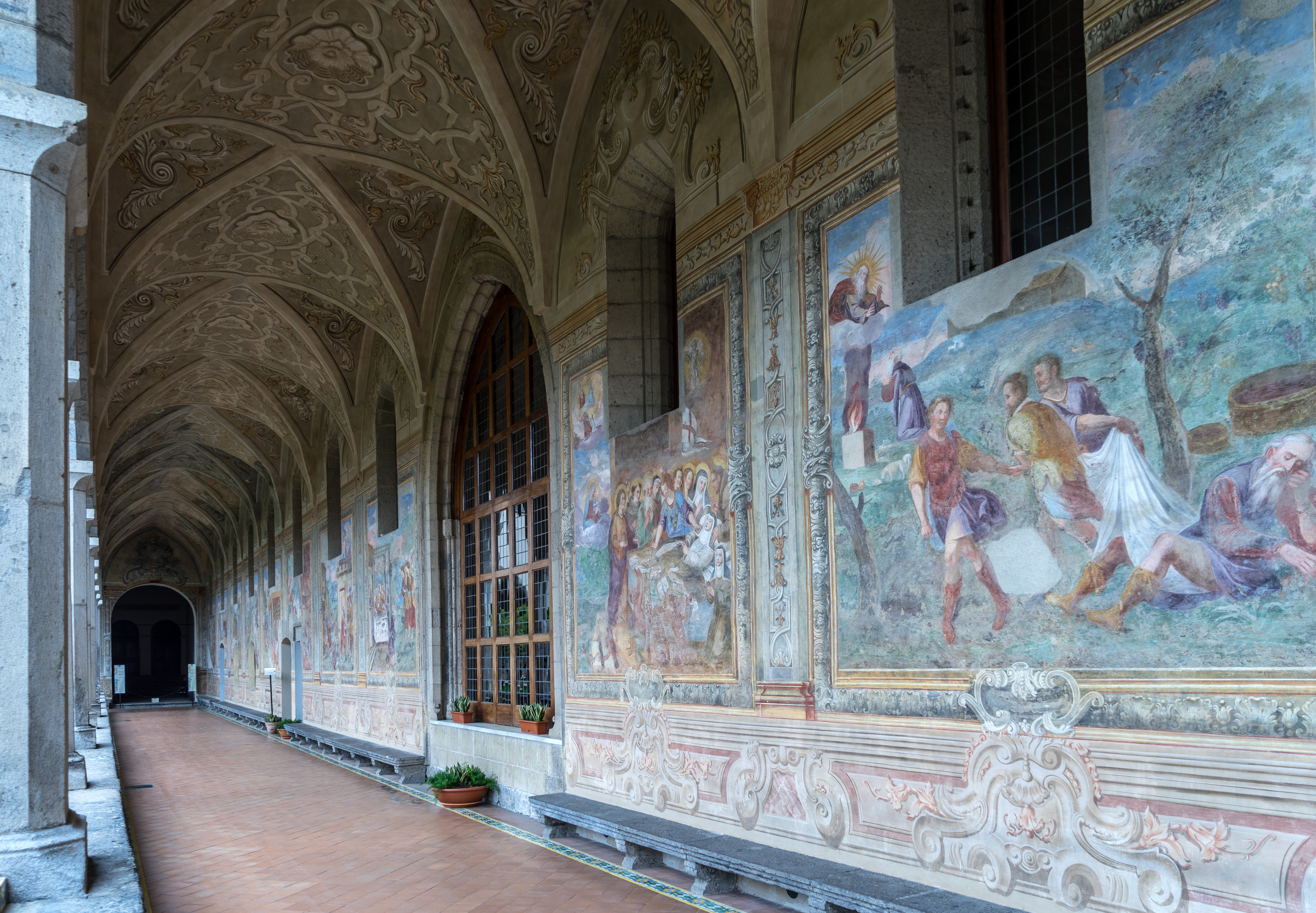
Fresques dans les corridors du cloitre des clarisses.
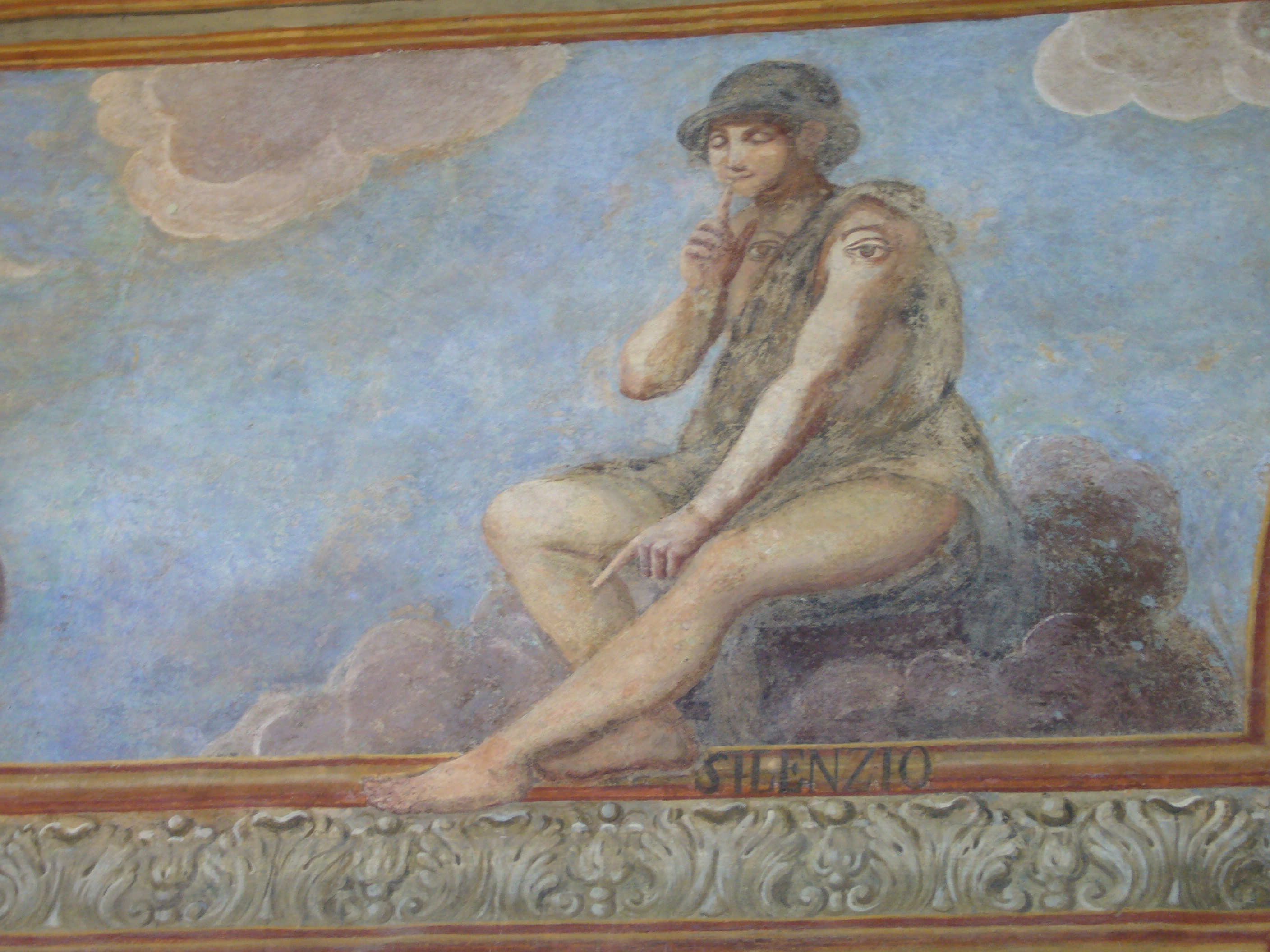
Allégorie du silence sur une fresque du cloître (XVIIe siècle).

## Musées
Il existe le musée de l'Œuvre et l'aire archéologique. Accessible par le cloître majolique, les quatre salles du Musée de l'Œuvre exposent un condensé de l'histoire napolitaine depuis l'Antiquité à nos jours. Dans la Salle archéologique se trouvent les objets des fouilles et des restaurations. La Salle d'Histoire met en scène les grands moments qui ont scandé l'existence de Santa Chiara. Dans la Salle des Marbres se trouvent les statues récupérées après le bombardement ainsi que les fresques des cellules des clarisses ornées des écus des familles nobles napolitaines. La Salle des Reliquaires conserve vêtements et mobiliers liturgiques, avec comme pièce centrale le buste en bois de l'Ecco Homo sculpté par Giovanni de Nola.
L'aire archéologique est constituée par les vestiges des thermes romains d'une maison patricienne. Datant du Ier siècle de notre ère, ils sont la preuve que Neapolis n'avait rien à envier à Pompéi et à Herculanum.

## Sépultures des reines et rois de Naples et de Sicile

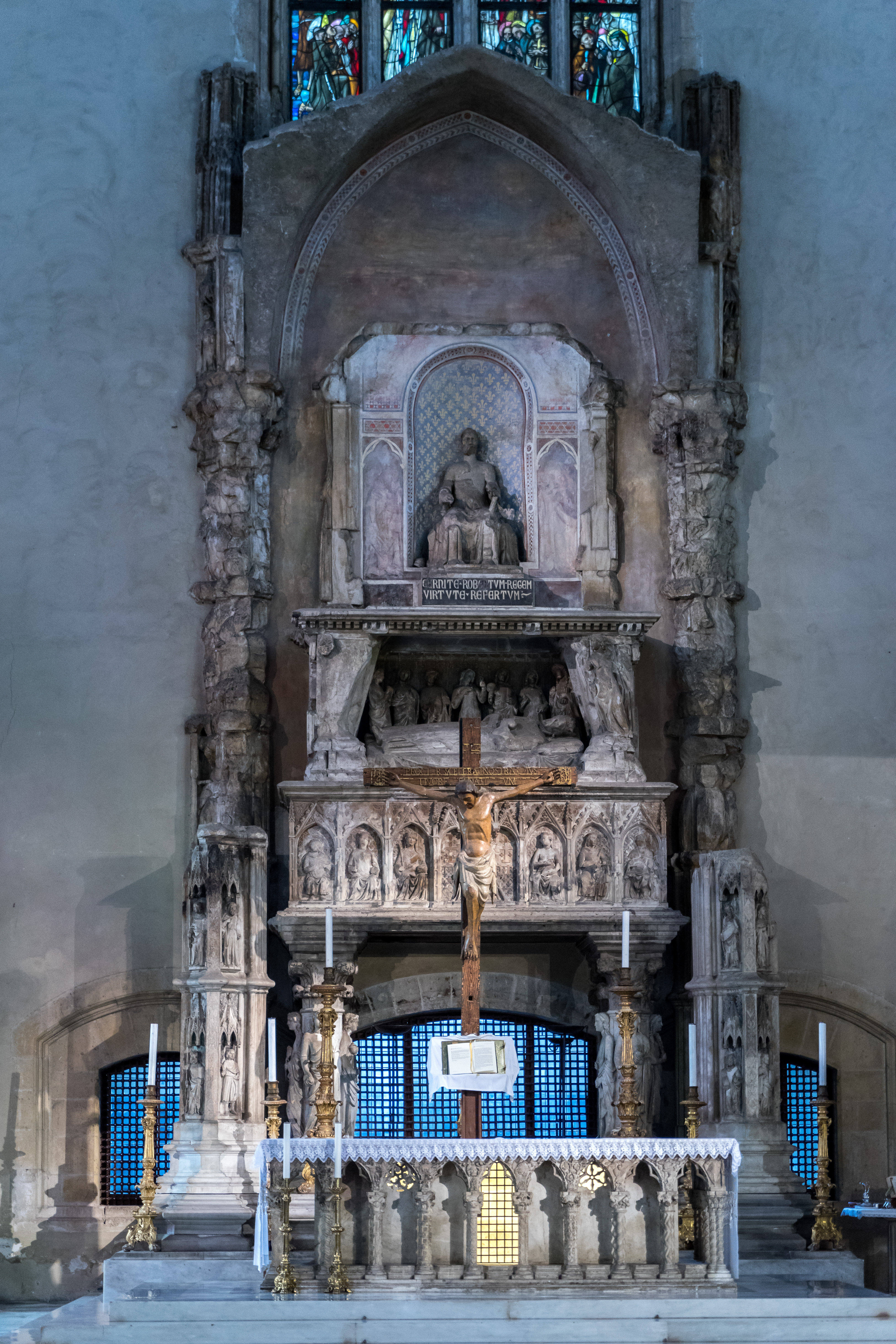
Tombeau de Robert Ier de Naples

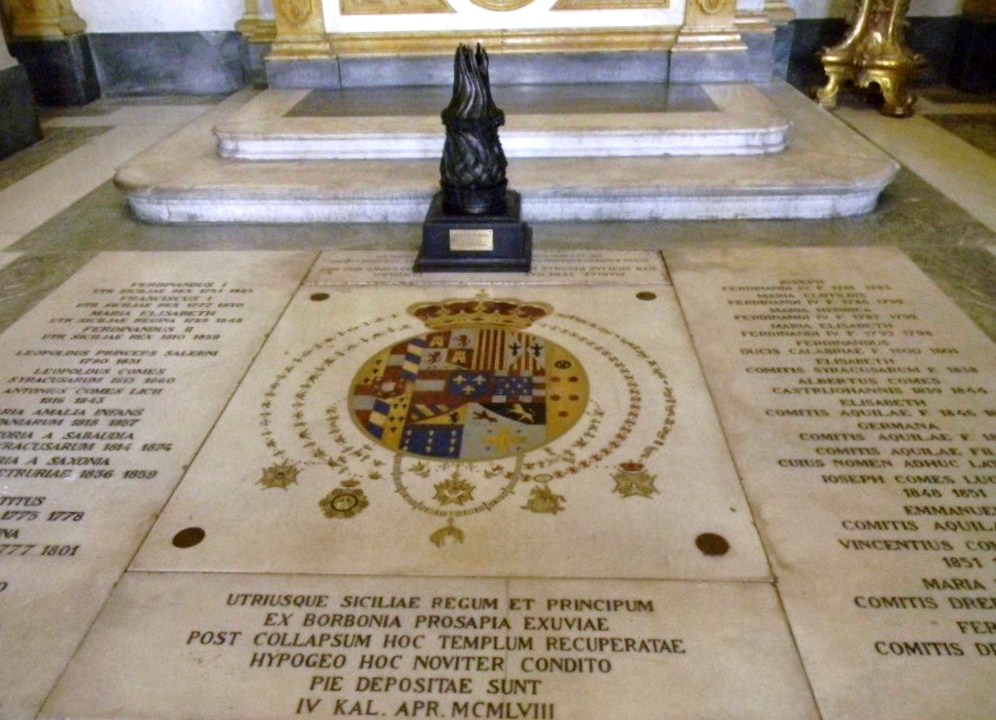
Emplacement du caveau où sont inhumés les membres de la famille royale des Deux-Siciles.

Les quatre rois des Deux-Siciles sont inhumés sous l'autel, les autres membres de la famille dans la neuvième chapelle latérale de droite.
1. Robert Ier de Naples, roi de Naples, comte de Provence (1277 - 20 janvier 1343)  (fils de Charles II d'Anjou)
2. Sancia de Majorque, reine consort de Naples (1285 - 28 juillet 1345)  (seconde épouse de Robert Ier de Naples)
3. Charles de Calabre, duc de Calabre (28 mai 1298 - 9 novembre 1328)  (fils de Robert Ier de Naples)
4. Marie de Valois, duchesse consort de Calabre (1309 - 6 décembre 1328)  (seconde épouse de Charles de Calabre)
5. Marie de Calabre, duchesse de Durazzo (6 décembre 1328 - 20 mai 1366)  (fille de Charles de Calabre)
6. Infante Marie-Isabelle de Bourbon (6 septembre 1740 - 2 novembre 1742)  (fille de Charles III d'Espagne)
7. Infante Marie-Joséphine de Bourbon (20 janvier 1742 - 1er avril 1742)  (fille de Charles III d'Espagne)
8. Infante Marie-Isabelle de Bourbon (30 avril 1743 - 5 mars 1749)  (fille de Charles III d'Espagne)
9. Infante Marie-Thérèse de Bourbon (2 décembre 1749 - 2 mai 1750)  (fille de Charles III d'Espagne)
10. Infante Marie-Anne de Bourbon (3 juillet 1754 - 11 mai 1755)  (fille de Charles III d'Espagne)
11. Ferdinand IV de Naples et III de Sicile/Ferdinand Ier des Deux-Siciles, roi de Naples et de Sicile puis roi des Deux-Siciles (12 janvier 1751 - 4 janvier 1825)  (fils de Charles III d'Espagne)
12. Charles Titus François, duc de Calabre (4 janvier 1775 - 17 décembre 1778)  (fils de Ferdinand IV de Naples et III de Sicile)
13. Marie-Anne (23 novembre 1775 - 22 février 1780)  (fille de Ferdinand IV de Naples et III de Sicile)
14. Janvier Charles François (12 avril 1780 - 2 janvier 1789)  (fils de Ferdinand IV de Naples et III de Sicile)
15. Joseph Charles Janvier (18 juin 1781 - 19 février 1783)  (fils de Ferdinand IV de Naples et III de Sicile)
16. Marie-Christine (Mort-née le 19 juillet 1783)  (fille de Ferdinand IV de Naples et III de Sicile)
17. Marie-Clotilde (18 février 1786 - 10 septembre 1792)  (fille de Ferdinand IV de Naples et III de Sicile)
18. Marie-Henriette (31 juillet 1787 - 20 septembre 1792)  (fille de Ferdinand IV de Naples et III de Sicile)
19. Charles Janvier François (26 août 1788 - 1er février 1789)  (fils de Ferdinand IV de Naples et III de Sicile)
20. Léopold Jean Joseph Michel, prince de Salerne (2 juillet 1790 - 10 mars 1851)  (fils de Ferdinand IV de Naples et III de Sicile)
21. Princesse sans nom (Mort-née le 17 août 1819)  (fille de Léopold Jean Joseph Michel)
22. Ludovic Charles (19 juillet 1824 - 7 août 1824)  (fils de Léopold Jean Joseph Michel)
23. Princesse sans nom (Mort-née le 5 décembre 1829)  (fille de Léopold Jean Joseph Michel)
24. Albert Ludovic Marie (2 mai 1792 - 25 décembre 1798)  (fils de Ferdinand IV de Naples et III de Sicile)
25. Marie Isabelle (2 décembre 1793 - 23 avril 1801)  (fille de Ferdinand IV de Naples et III de Sicile)
26. François Ier des Deux-Siciles, roi des Deux-Siciles (14 août 1777 - 8 novembre 1830)  (fils de Ferdinand IV de Naples et III de Sicile)
27. Marie-Clémentine d'Autriche, princesse héritière de Naples (24 avril 1777 - 15 novembre 1801)  (première épouse de François Ier des Deux-Siciles)
28. Marie-Isabelle d'Espagne, reine consort des Deux-Siciles (6 juillet 1789 - 13 septembre 1848)  (seconde épouse de François Ier des Deux-Siciles)
29. Ferdinand François d'Assise (27 août 1800 - 1 juillet 1801)  (fils de François Ier des Deux-Siciles et de Marie-Clémentine d'Autriche)
30. Léopold, comte de Syracuse (22 mai 1813 - 4 décembre 1860)  (fils de François Ier des Deux-Siciles et de Marie-Isabelle d'Espagne)
31. Marie de Savoie-Villafranca, comtesse de Syracuse (29 septembre 1814 - 2 janvier 1874)  (épouse de Léopold)
32. Isabelle (23 mars 1838 - 24 mars 1838)  (fille de Léopold)
33. Antoine, comte de Lecce (23 septembre 1816 - 12 janvier 1843)  (fils de François Ier des Deux-Siciles et de Marie-Isabelle d'Espagne)
34. Marie-Amélie (25 février 1818 - 6 novembre 1857)  (fille de François Ier des Deux-Siciles et de Marie-Isabelle d'Espagne)
35. Marie-Isabelle Léopoldine (22 juillet 1846 - 14 février 1859)  (fille de Louis)
36. Prince sans nom (Mort-né en 1848)  (fils de Louis)
37. Germaine (1848 - 1848)  (fille de Louis)
38. Marie-Emmanuel (24 janvier 1851 - 26 janvier 1851)  (fils de Louis)
39. Léopold (24 septembre 1853 - 4 septembre 1870)  (fils de François de Paule)
40. Marie Thérèse Pie (7 janvier 1855 - 1er septembre 1856)  (fille de François de Paule)
41. Ferdinand (25 mai 1857 - 22 juillet 1859)  (fils de François de Paule)
42. Ferdinand II des Deux-Siciles, roi des Deux-Siciles (12 janvier 1810 - 22 mai 1859)  (fils de François Ier des Deux-Siciles et de Marie-Isabelle d'Espagne)
43. Marie-Christine de Savoie, reine consort des Deux-Siciles (14 novembre 1812 - 21 janvier 1836)  (première épouse de Ferdinand II des Deux-Siciles)
44. Marie-Thérèse de Habsbourg-Lorraine-Teschen, reine consort des Deux-Siciles (31 juillet 1816 - 8 août 1867)  (seconde épouse de Ferdinand II des Deux-Siciles)
45. Albert Marie François, comte de Castrogiovanni (17 septembre 1839 - 12 juillet 1844)  (fils de Ferdinand II des Deux-Siciles et de Marie-Thérèse de Habsbourg-Lorraine-Teschen)
46. Joseph Marie, comte de Lucera (4 mars 1848 - 28 septembre 1851)  (fils de Ferdinand II des Deux-Siciles et de Marie-Thérèse de Habsbourg-Lorraine-Teschen)
47. Vincent Marie, comte de Melazzo (26 avril 1851 - 13 octobre 1854)  (fils de Ferdinand II des Deux-Siciles et de Marie-Thérèse de Habsbourg-Lorraine-Teschen)
48. Janvier, comte de Caltagirone (28 février 1857 - 7 août 1867)  (fils de Ferdinand II des Deux-Siciles et de Marie-Thérèse de Habsbourg-Lorraine-Teschen)
49. François II des Deux-Siciles, roi des Deux-Siciles, prétendant au trône des Deux-Siciles (16 janvier 1836 - 27 décembre 1894)  (fils de Ferdinand II des Deux-Siciles et de Marie-Christine de Savoie)
50. Marie-Sophie en Bavière, reine consort des Deux-Siciles (5 octobre 1841 - 19 janvier 1925)  (épouse de François II des Deux-Siciles)
51. Christine Pia Marie Anne Isabelle Nathalie Elise (24 décembre 1869 - 28 mars 1870)  (fille de François II des Deux-Siciles)